# Ольшевський Віктор Володимирович
Віктор Володимирович Ольшевський (нар. 21 вересня 1953, с. Вугільщина, Бєлиницький район, Могильовська область) — білоруський художник.

## Біографія
Народився 21 вересня 1953 року в с. Вугільщина, Бєлиницького району, Могильовської області. У 1965—1972 роках навчався в Республіканській школі-інтернаті образотворчого мистецтва імені Івана Ахремчика, а в 1973—1980 роках навчався в Білоруському театрально-художньому інституті.
З 1980 року бере участь у художніх виставках в СРСР і за кордоном. У 1981—1984 роках — творчі майстерні живопису Академії мистецтв СРСР у Мінську під керівництвом Михайла Савицького. З 1984 року — член Спілки художників Білорусі.
З 1995 року — академік живопису Білоруської Академії Мистецтв. Головний учений секретар БДАМ, професор, один із керівників Центру сучасного мистецтва.
Живе і працює в Мінську.

## Творчість
Працює в станковому живописі в жанрах тематичної картини, портрета, натюрморту. У своїй творчості активно використовує символіку. Тематика творів наближена до античної міфології, християнства, політичних та життєвих реалій сьогодення: Портрет художника Юрія Карачуна, «Перший будинок комуни», «Автопортрет з дружиною та дочкою», «Мати», «Порив вітру», «Реставрація», «Дитинство», «Каріатиди», «Простір».
Роботи зберігаються в колекції Національного художнього музею Білорусі, Третьяковської галереї, галереях «Spectrum» (Німеччина), «Bi-2» (Норвегія), дирекції виставок Спілки художників Росії, Бялиніцькім районнім художнім музеї імені В. К. Бялиніцького-Біруля, приватних зустрічей Білорусі та за кордоном.

## Винагороди
- Державна премія Білорусі,
- Медаль Франциска Скорини (2013)[1],
- Заслужений діяч мистецтв Республіки Білорусь (2020)[2].